# Duke Pearson
Pour les articles homonymes, voir Pearson.
Duke Pearson, né le 17 août 1932 à Atlanta et mort le 4 août 1980, est pianiste et compositeur de jazz américain. 

## Biographie
Son surnom lui provient de l'un de ses oncles, amateur de Duke Ellington. Un problème dentaire l'empêche de devenir professeur de trompette, il passe alors au piano.
Il a notamment travaillé avec Donald Byrd, Pepper Adams, Art Farmer, Nancy Wilson, Freddie Hubbard, Stanley Turrentine, Johnny Coles et Grant Green. Il a également dirigé un grand orchestre et participé comme pianiste et arrangeur à des enregistrements sur le label Blue Note.
Dans les années 1970, une sclérose en plaques lui est diagnostiquée. Il en mourra en 1980 à Atlanta.

## Discographie

### En tant que leader
- 1959: Profile (Blue Note)
- 1959: Tender Feelin's (Blue Note)
- 1961: Angel Eyes (Polydor, aussi sorti sous le titre de Bags Groove sur Black Lion Records avec 3 alternate takes)
- 1961: Dedication! (Prestige)
- 1962: Hush!  (Jazztime)
- 1964: Wahoo! (Blue Note)
- 1965: Honeybuns (Atlantic)
- 1966: Prairie Dog (Atlantic)
- 1966: Sweet Honey Bee (Blue Note)
- 1967: The Right Touch (Blue Note)
- 1967: Introducing Duke Pearson's Big Band (Blue Note)
- 1968: The Phantom (Blue Note)
- 1968: Now Hear This (Blue Note)
- 1969: How Insensitive (Blue Note)
- 1969: Merry Ole Soul (Blue Note)
- 1968-70: I Don't Care Who Knows It (Blue Note) - sortie 1996
- 1970: It Could Only Happen with You (Blue Note) - sortie 1974

### En tant que sideman
Avec Donald Byrd
- Fuego (1959)
- Byrd in Flight (1960)
- At the Half Note Cafe (1960)
- The Cat Walk (1960)
- Fancy Free (1970)
- Kofi (1969–70)
- Electric Byrd (1970)

Avec Johnny Coles
- Little Johnny C (1963)

Avec Grant Green
- Idle Moments (1963)

Avec Bobby Hutcherson
- The Kicker (1963)

Avec Thad Jones/Pepper Adams Quintet
- Mean What You Say (Milestone, 1966)

Avec Carmen McRae
- Carmen (1972)

### En tant qu'arrangeur
- Donald Byrd - A New Perspective (1963), I'm Tryin' to Get Home (1964)
- Grant Green - Am I Blue (1963)
- Antonio Diaz Mena - Eso Es Latin Jazz...Man! (1963)
- Hank Mobley - A Slice of the Top (1966)
- Stanley Turrentine - Rough 'n' Tumble (1966), The Spoiler (1966), A Bluish Bag (1967), The Return of the Prodigal Son (1967), The Look of Love (1968)
- Blue Mitchell - Boss Horn (1966), Heads Up! (1967)
- Lee Morgan - Standards (1967)
- Lou Donaldson - Lush Life (1967)